# オイアルツン川
オイアルツン川（オイアルツンがわ、バスク語: Oiartzun ibaia）またはオヤルスン川（オヤルスンがわ、スペイン語: Río Oyarzun）は、スペイン・バスク州ギプスコア県を流れて大西洋に注ぐ河川。

## 流域

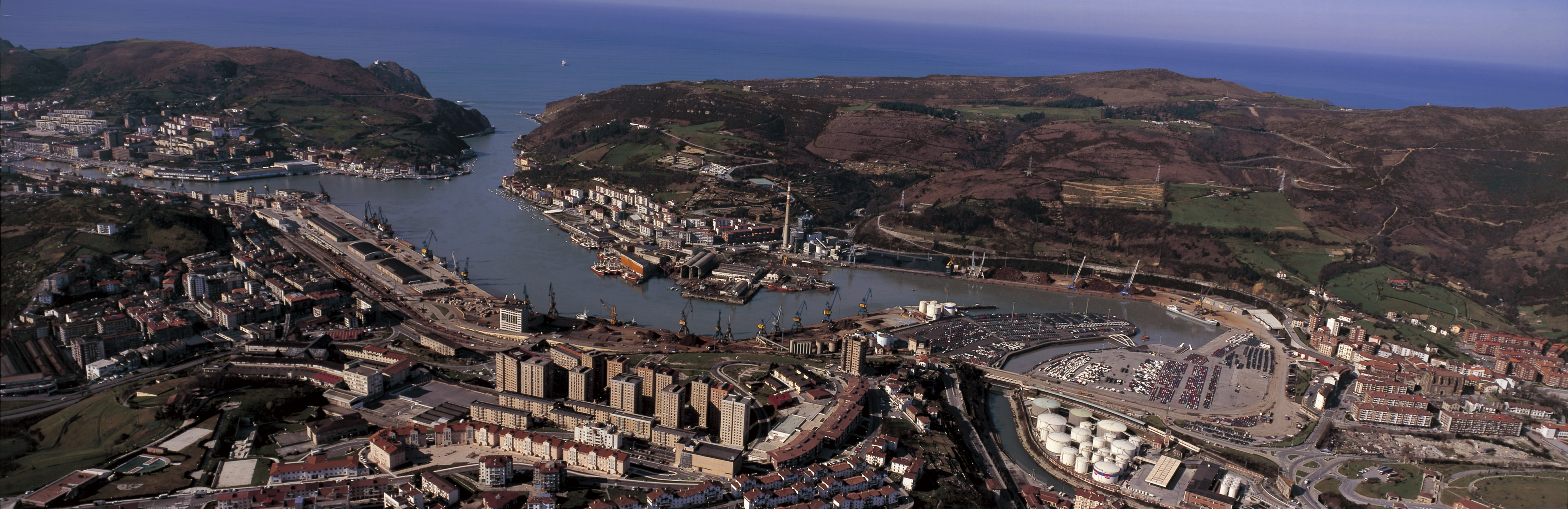
オイアルツン川の河口とパサイア港

水源はピレネー山脈のアジャ峰。流路長は20.3 kmであり、流域面積は85.27 km2である。大西洋のビスケー湾（カンタブリア海）にあるパサイア湾に注いでいる。オイアルツン川の流域には中流域のオイアルツン、下流部のエレンテリア、河口近くのレソ、河口のパサイアなどの町がある。